# Begraafplaats van Caix
De Begraafplaats van Caix is een begraafplaats in de Franse gemeente Caix (departement Somme). Ze ligt in een splitsing van twee wegen op 430 m ten zuidoosten van het centrum van de gemeente (Église Sainte-Croix) en heeft een driehoekig grondplan. Twee zijden zijn afgebakend met een bakstenen muur, de achterkant (zuiden) wordt begrensd door bomen en heesters. Een tweedelig traliehek sluit de begraafplaats af.

## Franse militairen
Op de begraafplaats ligt een perk met 141 Franse gesneuvelden uit de Eerste Wereldoorlog.

## Brits oorlogsgraf
Achteraan op de begraafplaats ligt het graf van Alexander Revel Tod, luitenant bij het East Surrey Regiment. Hij stierf op 18 april 1918 en werd onderscheiden met het Military Cross (MC).
Zijn graf wordt onderhouden door de Commonwealth War Graves Commission en is daar geregistreerd onder Caix Communal Cemetery.